# Rhitral
Rhitral, ritral – strefa strumienia, w klasyfikacji hydrobiologicznej cieku. Znajduje się poniżej strefy źródłowej – krenalu, a przed strefą rzeki – potamalu. 
Rhitral dzielony jest na trzy odcinki: 
- epirhitral,
- metarhitral,
- hyporhitral.

Strefę strumienia zamieszkują zbiorowiska rhitronu. W klasyfikacji krain rybnych rzek odpowiada mu krainie ryb łososiowatych.
Prąd wody zazwyczaj wartki, w górach spadek ponad 2%, natlenienie duże, koryto wąskie, ciek zazwyczaj w zlewni śródlesnej. W górach rhitral charakteryzuje się dnem kamienisto-żwirowym, na nizinach – żwirowo-piaszczystym.
zobacz też: 
- strefowość cieków,
- stygal
- potok
- strumień